# Sắn dây
Sắn dây (danh pháp khoa học: Pueraria thomsonii Benth.; đồng nghĩa Pueraria lobata Willd., Pueraria montana Lour., Pueraria thunbergiana Siebold & Zucc., Pueraria triloba Mak., và Dolichos spicatus Grah.) là một loài dây leo nhiệt đới mọc nhiều nơi trên Trái Đất. Nó còn các tên gọi khác là cát căn, cam cát căn, phấn cát căn, củ sắn dây, bạch cát, bẳn mắm kéo (cách gọi của người Thái) và khau cát (cách gọi của người Tày).

## Mô tả

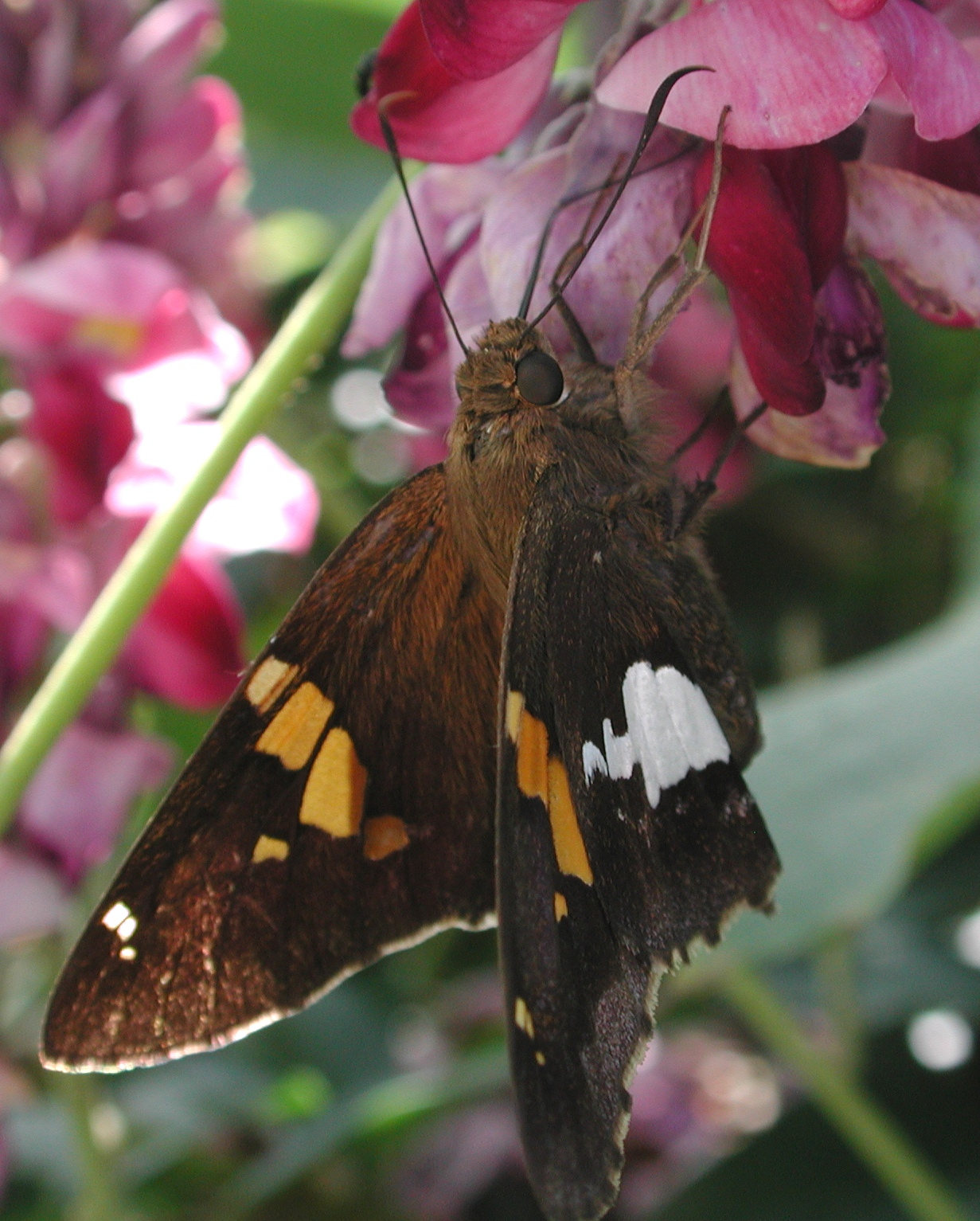
Bướm nâu đốm bạc (Epargyreus clarus) trên sắn dây

Sắn dây là loài dây leo, sống lâu năm, có thể dài tới 10 m. Rễ phát triển thành củ dài, to. Lá và cuống lá hơi có lông. Lá kép, mọc so le gồm 3 lá chét nguyên hoặc xẻ thùy. Cụm hoa hình chùm mọc ở kẽ lá gồm nhiều loại hoa màu xanh tím, thơm. Quả giáp dẹt màu vàng nhạt, có lông mềm, thắt lại giữa các hạt.

## Bộ phận dùng

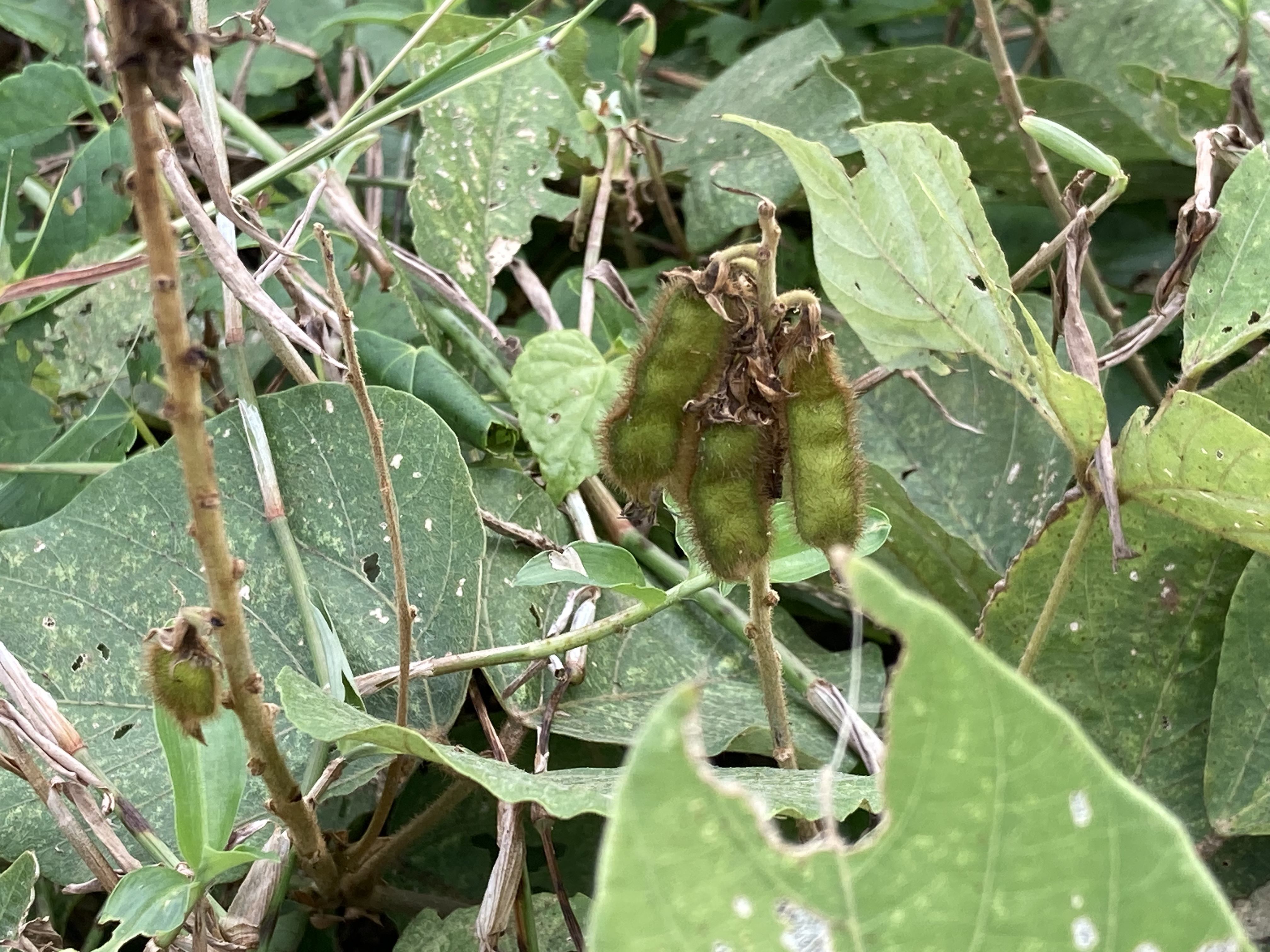
Quả sắn dây

Rễ củ, được gọi là cát căn (葛根, nghĩa là "rễ sắn", Radix Puerariae) được dùng làm thuốc. Thông thường rễ được thu hoạch vào mùa đông, xuân. Rễ đào rửa sạch đất cát, bỏ lớp vỏ ngoài, cắt khúc hoặc thái lát, xông diêm sinh, sau đó phơi hoặc sấy khô.
Củ sắn dây cũng thường được mài lấy bột để sử dụng, gọi là bột sắn dây. Củ được sơ chế sạch, xay nhuyễn cùng với nước, lọc để tinh bột sắn dây lắng xuống sau đó đem phần bột này phơi khô, bẻ miếng nhỏ. Tại Việt Nam tinh bột sắn dây thường được ướp cùng với một số loại hoa như hoa nhài, hoa bưởi.
Vỏ sắn dây có vị ngọt nhẹ có thể ăn được nhưng bã vỏ sắn dây dai nên phải nhả như ăn mía.

## Thành phần hóa học
Rễ củ chứa isoflavon: puerarin, daidzein C15H10O4, daidzin C21H20O9, tinh bột. Lá có các amino acid: asparagin,...

## Công dụng

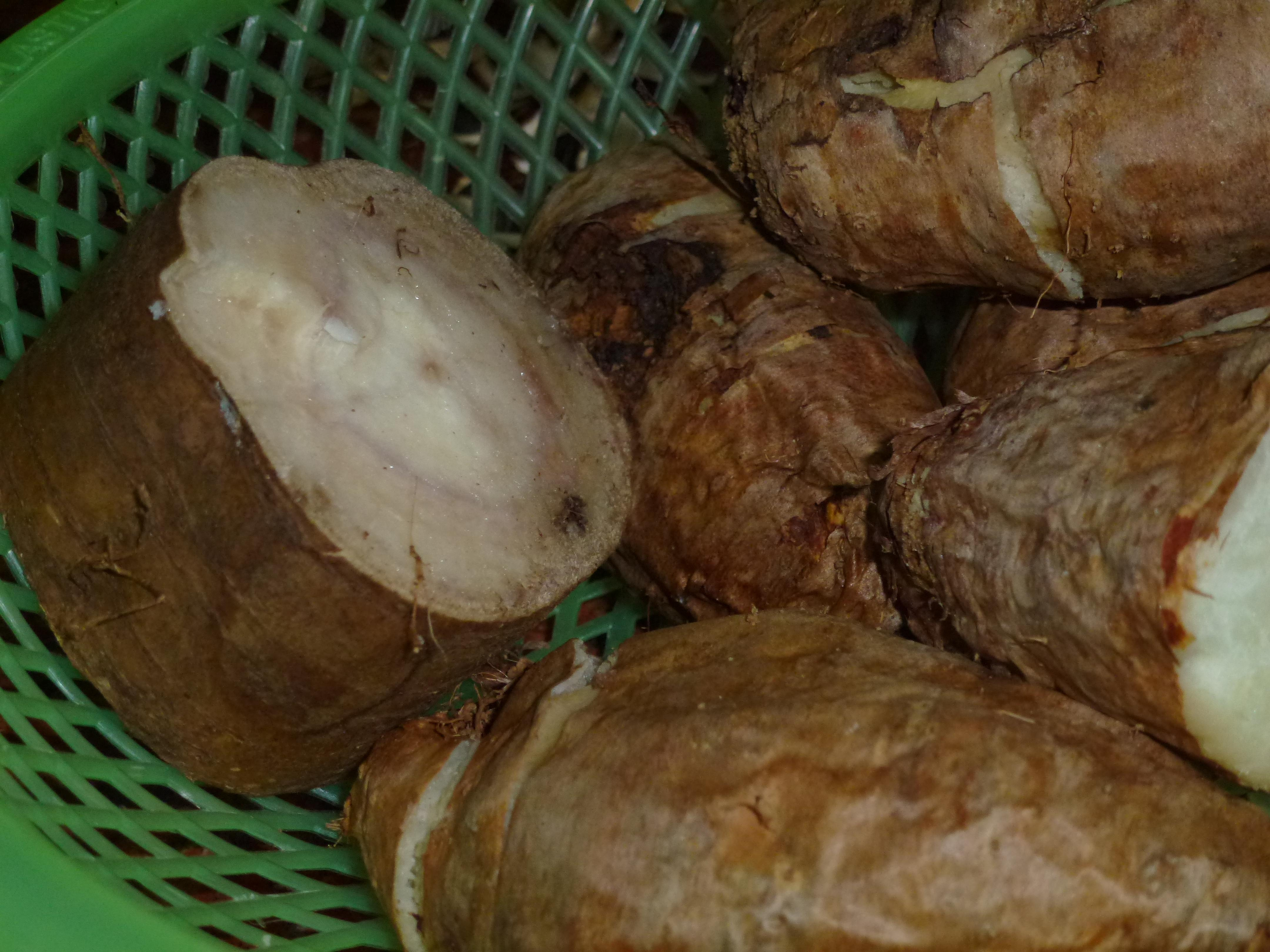
Củ sắn dây (trái) và củ từ luộc, hai loại thức ăn vặt ở Việt Nam

Sắn dây có thể dùng như một loại thuốc chữa cảm sốt, nhức đầu, khát nước, mụn nhọt. Củ sắn dây có thể chế biến chín để ăn trực tiếp. Bột sắn dây thường để pha nước uống, nấu chè v.v.

## Loài xâm lấn
Sắn dây được coi là cỏ dại nguy hiểm về sinh thái học ở Hoa Kỳ, vì nó tăng trưởng và lan rộng quá nhanh. Nó cũng bắt đầu mọc lên nhiều ở miền đông bắc Úc và những vùng cô lập ở miền bắc Ý, như vùng chung quanh hồ Maggiore.

### Hoa Kỳ
Sắn dây được nhập vào Hoa Kỳ từ Nhật Bản năm 1876 tại Centennial Exposition (Triển lãm 100 năm) ở Philadelphia, Pennsylvania, ở đấy nó được quảng cáo là cỏ nuôi để cho thú nuôi ăn và là cỏ trang trí. Từ 1935 cho đến đầu thập niên 1950, Cục Bảo tồn Đất (Soil Conservation Service) khuyến khích nông dân ở miền đông nam Hoa Kỳ trồng sắn dây để đất khỏi bị xói mòn, và Đoàn Bảo tồn Dân sự (Civilian Conservation Corps) trồng nó rộng rãi lâu năm.

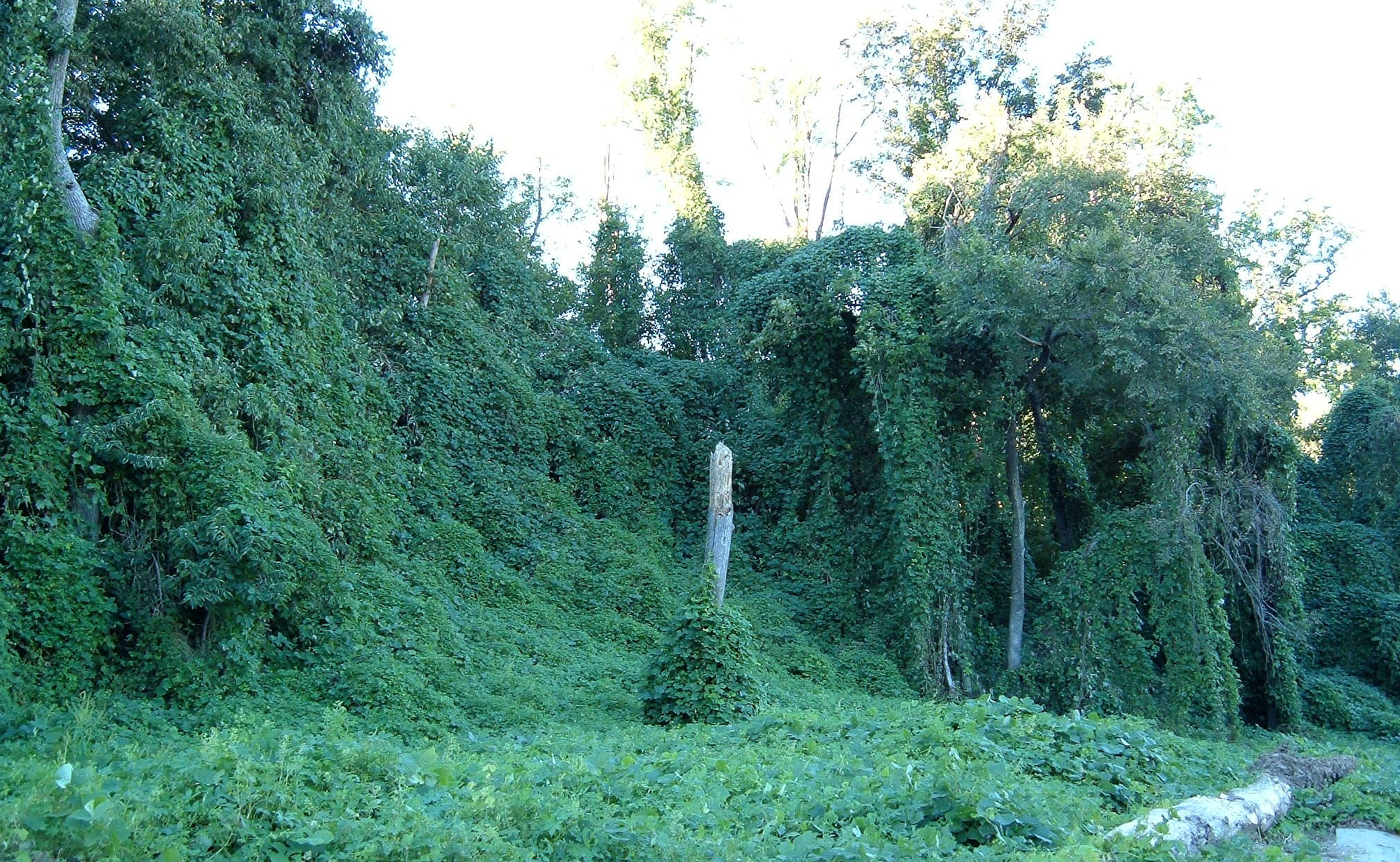
Sắn dây mọc lên cây

Tuy nhiên, người ta nhận ra nhanh rằng miền đông nam Hoa Kỳ có khí hậu rất tốt để cho sắn dây mọc lên đến nỗi không thể kiểm soát được, vì ở đây có mùa hè nóng bức, ẩm ướt, nhiều mưa và mùa đông ôn hòa, không có loài thú nào quen ăn nó, và ít khi bị băng giá. (Sắn dây không chịu được các nhiệt độ băng giá thấp với độ sâu đóng băng xuống thấp hơn cả hệ thống rễ của nó và vì thế ít khi có mặt trong những khu vực đó.) Vì thế, loài thực vật được khuyến cáo trước đây thì kể từ năm 1953 được Bộ Nông nghiệp Hoa Kỳ gọi là cỏ dại.
Hiện nay, sắn dây đã mọc lên rộng rãi ở khắp miền đông nam Hoa Kỳ, và được tìm thấy tới tận Paterson, New Jersey ở miền đông bắc; 30 quận Illinois (tới Evanston) ở miền bắc trung; và Texas ở miền tây nam. Năm 2000, nó cũng mọc lên không rõ nguyên nhân ở Quận Clackamas, Oregon, ở miền tây bắc. Sắn dây đã cắm chặt vào từ 20.000 đến 30.000 km² vùng đất ở Hoa Kỳ và tốn khoảng 500 triệu đô la mỗi năm do bị mất đất trồng trọt và các chi phí kiểm soát nó.